# Pungent effulgent
Pungent effulgent ("prikkelende glans") is het zevende muziekalbum van Ozric Tentacles. Het is het eerste album van de muziekgroep dat officieel als compact disc werd uitgegeven. Voorgaande albums verschenen in eerste instantie alleen op muziekcassette. Het album is opgenomen in de Poel Studio in Wales en Rushmere Studios in Londen. De muziek week weinig af van eerdere albums. Er was wel een kleine vernieuwing, in de eerste track wordt gezongen, hetgeen tot dan toe (althans niet op muziekcassette) niet was vastgelegd.
Een aantal tracks van Pungent effulgent was al te horen op de cassettereleases, bijvoorbeeld O-I, Kick muck en Wreltch.
Later werd het album opnieuw uitgegeven door Snapper Records, die op de ruggen van de hoes Pungent efulgent vermeldde.

## Musici
- Ed Wynne – gitaar, toetsinstrumenten
- Roly Wynne – basgitaar
- Joie Hinton – toetsinstrumenten
- Paul Hankin, Marcus Carcus – percussie
- Merv Pepler – slagwerk
- Nick 'Tig' van Gelder - slagwerk op The domes of g’bal
- John Egan – dwarsfluit
- Generator John – drums op Wreltch

## Muziek
| Nr. | Titel                                              | Duur  |
| --- | -------------------------------------------------- | ----- |
| 1.  | Disolution (The clouds disperse) (Ozric Tentacles) | 6:15  |
| 2.  | O-I (Ozric Tentacles)                              | 3:58  |
| 3.  | Phalarn dawn (Ed Wynne)                            | 7:35  |
| 4.  | The domes of g’bal (Ed Wynne)                      | 4:35  |
| 5.  | Shaping the Pelm (Ed Wynne)                        | 6:10  |
| 6.  | Ayurvedic (Ozric Tentacles)                        | 10:57 |
| 7.  | Kick muck (Ozric Tentacles)                        | 3:54  |
| 8.  | Agog in the ether (Ozric Tentacles)                | 4:05  |
| 9.  | Wreltch (Ed Wynne)                                 | 8:32  |
| 10. | Ayurvedism (Ozric Tentacles)                       | 19:04 |